# Stefan Bell
Stefan Bell (Andernach, 24 agosto 1991) è un calciatore tedesco, difensore del Mainz 05, di cui è vice-capitano.

## Caratteristiche Tecniche
Stefan Bell è un difensore centrale efficace nei contrasti e dotato di un ottimo senso della posizione. Fa del gioco aereo una delle sue doti migliori.

## Carriera

### Club

#### I prestiti a Monaco e Francoforte
Il 14 agosto 2010 si trasferisce in prestito annuale al Monaco 1860, scegliendo di indossare la maglia numero 3. L'esordio con i bavaresi avviene alla seconda partita stagionale nella partita vinta per 3-1 contro l'Osnabrück, dove Bell riceve al 32' minuto un'ammonizione. Il 29 settembre nella partita vinta per 2-1 contro l'Augusta segna il suo primo gol stagionale. il 17 gennaio 2011 si infortuna al tendine saltando la partita di ritorno contro l'Osnabrück rientrando subito dopo, nella partita finita 1-1 contro il Oberhausen si infortuna nuovamente in questo caso ritorna soltanto per l'ultima giornata di campionato contro Paderborn perdendo 3-2. Alla fine della stagione 2010-11 ritorna al Magonza dopo aver collezionato in totale con i bavaresi 25 presenze siglando 2 gol e 3 assist.
Nel estate 2011 si trasferisce nuovamente in prestito annuale all'Eintracht Francoforte scegliendo di indossare la maglia numero 5, con la squadra di Francoforte ottiene solo 2 presenze in 6 mesi, nel mercato di gennaio termina anzitempo il prestito facendo ritorno al Magonza.

#### Il ritorno al Magonza
Il 26 gennaio 2012 si infortuna alla caviglia rientrando soltanto il 12 aprile dello stesso anno, non trovando spazio tra i titolari gioca le ultime due partite della stagione con la seconda squadra militante in quarta serie.

##### Stagione 2012-13
Bell in questa stagione si ritrova a giocare con la seconda squadra, ma il 1º dicembre fa l'esordio in Bundesliga nella partita vinta per 2-1 contro l'Hannover, il 9 marzo 2013 contro il Leverkusen, esordisce da titolare venendo però schierato come terzino. Al termine della stagione 2012-13 riesce a collezionare 8 presenze senza mai andare a rete.

##### Stagione 2013-14
Nelle prime partite della seconda stagione non viene convocato nella prima squadra andando a giocare con la seconda. Ma con l'infortunio di Bo Svensson viene schierato titolare e il 5 ottobre 2013 gioca la sua prima partita della stagione, contro l'Hoffenheim. Al termine della seconda stagione colleziona 28 presenze totali riuscendo a siglare 3 assist, con la squadra al 7º posto in classifica che affronterà i preliminari di Europa League.

##### Stagione 2014-15
La stagione si apre con i preliminari di Europa League persi al 3º turno contro Asteras Tripoli (il Magonza vince l'andata per 1-0 e perde 3-1 in trasferta greca). Il 22 novembre 2014 nella partita finita 2-2 contro il Friburgo segna la sua prima rete con la maglia del Magonza. Il 18 dicembre si rompe il legamento collaterale saltando così la partita contro il Bayern (persa poi dal Magonza per 2-1), il 24 aprile 2015 nella partita vinta per 2-0 contro lo Schalke segna la sua prima doppietta in Bundesliga. Al termine della terza stagione colleziona 31 presenze siglando 3 gol e 2 assist.

##### Stagione 2015-16
Il primo e unico gol della quarta stagione avviene nella vittoria per 3-2 contro il Darmstadt il 2 ottobre 2015, il 5 novembre si ammala di gastroenterite saltando la partita vinta 2-0 contro il Wolfsburg, il 15 febbraio 2016 si infortuna al ginocchio restando lontano dai campi da gioco fino alla partita di ritorno contro il Darmstadt, il 2 aprile con l'assenza di Baumgartlinger e di Bungert, indossa per la prima volta la fascia di capitano contro l'Augusta (la partita e finita con il punteggio finale di 4-2 per il Magonza). il 24 aprile nella partita persa per 2-1 contro l'Eintracht Francoforte commette un autogol. Al termine della quarta stagione Bell colleziona in totale 32 presenze siglando un gol e fornendo 4 assist, la squadra si classifica al 6º posto entrando direttamente in Europa League.

##### Stagione 2016-17
Con la partenza di Baumgartlinger al Bayer Leverkusen diventa il vice-capitano della squadra alle spalle di Bungert. Con i numerosi infortuni di quest'ultimo indossa la fascia di capitano ben 26 volte. Segna la prima rete stagionale il 24 settembre 2016 nella partita persa per 3-2 contro il Leverkusen. Il 19 marzo 2017 nella partita persa per 2-1 contro il Darmstadt riceve la sua prima espulsione (per doppia ammonizione). In Europa League il Magonza non si qualifica per i sedicesimi di finale arrivando 3º nel girone, Bell indossa la fascia di capitano in Europa League solo una volta, nella partita persa per 6-1 contro l'Anderlecht. Al termine della quinta stagione colleziona in totale 38 presenze siglando 5 gol e 1 assist.

### Nazionale

#### Under 19
Viene convocato da Horst Hrubesch per disputare delle partite di qualificazione agli europei Under 19, nella partita persa per 2-1 contro la Norvegia commette un autogol. La Germania non si qualificherà a questo europeo. Con la Germania Under 19 totalizza 7 presenze senza andare a segno.

#### Under 20
Viene convocato in nazionale Under 20 da Frank Wormuth, in cui disputa solo la partita vinta per 4-2 contro la Polonia venendo poi sostituito all'86' minuto.

#### Under 21
Viene convocato in Nazionale Under 21 per la prima volta per le ultime due partite del girone agli europei 2011 gioca la sua prima partita il 7 settembre 2010 in Germania-Irlanda del Nord (3-0), ma la Germania non riesce a qualificarsi all'europeo. Viene convocato per le partite del girone contro San Marino, Grecia e Cipro, giocandole tutte e tre da titolare segnando il suo unico gol a Tripoli in Grecia-Germania 4-5, 11 novembre 2011. Non viene convocato con la nazionale agli europei 2013 concludendo la sua avventura con 5 presenze, 1 gol e 2 assist.

## Statistiche

### Presenze e reti nei club
Statistiche aggiornate al 21 febbraio 2020.
| Stagione       | Squadra        | Campionato     | Campionato | Campionato | Coppe nazionali | Coppe nazionali | Coppe nazionali | Coppe continentali | Coppe continentali | Coppe continentali | Altre coppe | Altre coppe | Altre coppe | Totale | Totale |
| Stagione       | Squadra        | Comp           | Pres       | Reti       | Comp            | Pres            | Reti            | Comp               | Pres               | Reti               | Comp        | Pres        | Reti        | Pres   | Reti   |
| -------------- | -------------- | -------------- | ---------- | ---------- | --------------- | --------------- | --------------- | ------------------ | ------------------ | ------------------ | ----------- | ----------- | ----------- | ------ | ------ |
| 2010-2011      | Monaco 1860    | 2L             | 24         | 2          | CG              | 1               | 0               | -                  | -                  | -                  | -           | -           | -           | 25     | 2      |
| 2011-gen. 2012 | E. Francoforte | 2L             | 2          | 0          | CG              | 0               | 0               | -                  | -                  | -                  | -           | -           | -           | 2      | 0      |
| gen.-giu. 2012 | Magonza        | BL             | 0          | 0          | CG              | 0               | 0               | -                  | -                  | -                  | -           | -           | -           | 0      | 0      |
| 2012-2013      | Magonza        | BL             | 8          | 0          | CG              | 0               | 0               | -                  | -                  | -                  | -           | -           | -           | 8      | 0      |
| 2013-2014      | Magonza        | BL             | 27         | 0          | CG              | 1               | 0               | -                  | -                  | -                  | -           | -           | -           | 28     | 0      |
| 2014-2015      | Magonza        | BL             | 31         | 3          | CG              | 1               | 0               | UEL                | 2                  | 0                  | -           | -           | -           | 34     | 3      |
| 2015-2016      | Magonza        | BL             | 30         | 1          | CG              | 2               | 0               | -                  | -                  | -                  | -           | -           | -           | 32     | 1      |
| 2016-2017      | Magonza        | BL             | 31         | 5          | CG              | 1               | 0               | UEL                | 6                  | 0                  | -           | -           | -           | 38     | 5      |
| 2017-2018      | Magonza        | BL             | 25         | 1          | CG              | 3               | 0               | -                  | -                  | -                  | -           | -           | -           | 28     | 1      |
| 2018-2019      | Magonza        | BL             | 25         | 0          | CG              | 2               | 0               | -                  | -                  | -                  | -           | -           | -           | 27     | 0      |
| 2019-2020      | Magonza        | BL             | 0          | 0          | CG              | 1               | 0               | -                  | -                  | -                  | -           | -           | -           | 1      | 0      |
| 2020-2021      | Magonza        | BL             | 16         | 1          | CG              | 0               | 0               | -                  | -                  | -                  | -           | -           | -           | 16     | 1      |
| 2021-2022      | Magonza        | BL             | 33         | 2          | CG              | 3               | 0               | -                  | -                  | -                  | -           | -           | -           | 36     | 2      |
| 2022-2023      | Magonza        | BL             | 15         | 0          | CG              | 1               | 0               | -                  | -                  | -                  | -           | -           | -           | 16     | 0      |
| Totale Magonza | Totale Magonza | Totale Magonza | 241        | 13         |                 | 16              | 0               |                    | 8                  | 0                  |             |             |             | 264    | 13     |
| Totale         | Totale         | Totale         | 267        | 15         |                 | 12              | 0               |                    | 8                  | 0                  |             |             |             | 287    | 15     |